# Max Boot

Max Boot (n. Moscú, Rusia, el 12 de septiembre de 1969) es un escritor, consultor, editor, conferencista e historiador militar estadounidense. Ha sido un importante abogador del poder estadounidense. En algún momento describió sus ideas como "Poder estadounidense para promover los ideales estadounidenses". Se identifica a sí mismo como conservador, una vez haciéndolo en tono de broma diciendo "yo crecí en los años 1980, cuando ser conservador era genial". Boot trabajó como escritor y editor para el Christian Science Monitor y luego para el The Wall Street Journal en los años 1990. Hoy en día es un Senior Fellow Jeane J. Kirkpatrick de Estudios de Relaciones Exteriores en el Council on Foreign Relations. Ha escrito para varias publicaciones como The Weekly Standard, The Los Angeles Times, y The New York Times, y también ha sido el autor de varios libros best-seller y bien recibidos por la crítica sobre historia militar.

## Biografía
Boot nació en Moscú. Sus padres, ambos judíos de Rusia, emigraron poco después de su nacimiento desde la Unión Soviética a Los Ángeles, en donde fue criado. Boot fue educado en la Universidad de California en Berkeley (BA, Historia, 1991) y en la Universidad de Yale (MA, Historia Diplomática, 1992). Comenzó su carrera como periodista escribiendo columnas para el periódico estudiantil The Daily Californian. Más adelante indicaría que el cree que es el único columnista conservador que el periódico tuvo en toda su historia. Actualmente, Boot y su familia viven en el estado de Nueva York.

## Carrera
Boot es el Senior Fellow Jeane J. Kirkpatrick en Estudios sobre Seguridad Nacional en el Council on Foreign Relations, un redactor adjunto de The Weekly Standard y el Los Angeles Times, y un contribuyente regular de otras publicaciones como The Wall Street Journal, The Washington Post y The New York Times. Escribe entradas de blog para Commentary Magazine en su página Contentions. Es consultor del Ejército de los Estados Unidos y es disertante regular en instituciones militares estadounidenses como el Army War Colleg y el Command and General Staff College.
Boot trabajó como escritor y editor para The Christian Science Monitor entre 1992 y 1994. Luego pasó a The Wall Street Journal por los siguientes ocho años. Allí escribió una columna investigativa titulada 'Rule of Law' (Estado de Derecho en español) sobre temas legales. Luego de una corta carrera de cuatro años con la columna, Boot se convirtió en miembro del consejo editorial de la publicación.
Mientras trabajaba con el WSJ, Boot escribió el libro Out of Order, una crítica a los excesos del sistema legal estadounidense publicado por Basic Books en 1998. Indicó que los casos de la Corte Suprema de Brown v. Board of Education (1954), el cual tildó de ser la 'Magna Carta' del activismo judicial, y Romer v. Evans (1996) como los ejemplos principales, aunque indicó que estaba de acuerdo con el resultado de Brown al mismo tiempo que se oponía a sus razones. Boot escribió que los jueces no tienen la autoridad de legislar o ejecutar leyes y no están bien preparados para hacerlo debido a su falta de experiencia en aquellas cuestiones de política pública. Dijo que los jueces han expandido su campo de operación en forma injusta para obtener mayor fama e influencia, sin tomar en cuenta los temas socioeconómicos más extensos a los que sus acciones afecten. La revista Commentary publicó una reseña mixta elaborada por Andrew C. McCarthy que describía al libro como una "completamente ponsoñozo" al mismo tiempo que apoyó algunas de sus recomendaciones.
Boot dejó el WSJ en 2002, y luego de unió al Council on Foreign Relations. Se volvió el Fellow Jeane J. Kirkpatrick dentro del grupo. Sus escritos con el Council han sido publicados en varias publicaciones importantes The New York Post, The Times, Financial Times, y International Herald Tribune desde 2002.
Boot escribió Savage Wars of Peace, un estudio sobre guerras pequeñas en la historia estadounidense en 2002. El título provino del poema de Kipling 'White Man's Burden'. James A. Russell en el Journal of Cold War Studies criticó el libro, diciendo que "Boot no realizó las investigaciones críticas necesarias, por lo que las deducciones que saca de su rendición poco crítica de la historia prácticamente no tienen sentido". Benjamin Schwarz argumentó en el The New York Times que Boot pidió al Ejército de los Estados Unidos que realice una "tarea casi imposible", criticó al libro por no ser "nada revelador". Victor Davis Hanson de History News Network le dio una reseña positiva, diciendo que "La narrativa bien escrita de Boot no solo es fascinante para leer, sino que también es didáctica". Robert M. Cassidy de Military Review lo describió como "extraordinario". El libro de Boot también ganó el Premio General Wallace M. Greene Jr. de 2003 de la Marine Corps Heritage Foundation como el mejor libro de no ficción publicado en tiempos recientes sobre la historia del Cuerpo de Infantes de Marina.
Boot varios artículos con el Council en 2003 y 2004. El World Affairs Councils of America nombró a Boot como una de “las 500 personas de los Estados Unidos más influyentes en el campo de la política exterior" en 2004. También trabajó como miembro del Project for the New American Century (PNAC) en 2004.
Los escritos de Boot con el Council continuaron apareciendo en la prensa en 2005 y 2006. Publicó su más reciente libro, War Made New, el cual es un análisis de las revoluciones en tecnología militar desde 1500, en 2006. La tesis central del libro es que un ejército es exitoso cuando tiene las estructurasy administración dinámicas y visionarias para explotar nuevas tecnologías. Concluyó que el ejército estadounidense puede que pierda su poderío si no se vuelve más descentralizado, menos burocrático y más plano. El libro fue elogiado por Josiah Bunting III en The New York Times, quien lo llamó "magistral y poco usual", y fue criticado por Martin Sieffin en The American Conservative, quien lo llamó "tremendamente superficial".
Boot escribió muchos artículos para el Council en 2007, y recibió el Premio Eric Breindel Award for Excellence en Periodismo de Opinión ese año. En un episio de abril de 2007 de Think Tank with Ben Wattenberg, Boot indicó que "solía ser un periodista" y que actualmente se ve así mismo solamente como un historiador militar. Boot fue asesor de política exterior del Senador John McCain en su campaña presidencial de 2008. Indicó en un editorial en el World Affairs Journal que veía fuertes similitudes entre Theodore Roosevelt y McCain. Boot continuó escribiendo para el Council en varias publicacione en 2008 y 2009.
Boot apareció en el programa de asuntos públicos de PBS Charlie Rose junto con el corresponsal de guerra Julian Barnes del The Wall St. Journal 3 de agosto de 2010. Durante la entrevista con Rose, Boot elogió la decisión del presidente President Obama de designar al General David Petraeus como el comandante de las tropas en tierra de la campaña en Afganistán, y dijo que el conflicto era ganable. También mencionó que había sido asesor de tanto Petraeus como de su predecesor Stanley McChrystal, junto a otros dos civiles, Fred Kagan y Stephen Biddle.
Boot escribió para el Council entre 2010 y 2011 para varias publicaciones como Newsweek, The Boston Globe, The New York Times, y The Weekly Standard, entre otras. En ellos argumentó en especial que los planes de salud pública del Presidente Obama hacían más difícil mantener la condición de superpotencia de Estados Unidos, que el retiro de las tropas estadounidenses de Irak había ocurrido en forma prematura e incrementaba las posibilidades de otra guerra en el lugar, y que la victoria inicial estadounidense en Afganistán había sido revertida por la complacencia del gobierno aunque las fuerzas militares aún podían alcanzar la victoria. También escribió artículos de opinión en los que criticaba los planes de austeridad tanto en los Estados Unidos como en el Reino Unido, indicando que lastimaban sus intereses de seguridad nacional.
En septiembre de 2012, Boot coescribió un artículo de opinión para el New York Times titulado "5 razones para intervener en Siria ahora" (en inglés, 5 Reasons to Intervene in Syria Now) junto al fellow de la Brookings Institution Michael Doran. En él, apoyaba el uso de la fuerza militar estadounidense para crear una zona de exclusión aérea en todo el país, algo similar a lo realizado por la OTAN en la guerra de Kosovo. Indicó que en sus dos primeros puntos que "La intervención estadounidense disminuiría la influencia de Irán en el Mundo Árabe" y que "una política estadounidense más firme podría evitar que el conflicto se expanda" a "luchas sectarias en Líbano e Irak". En tercer lugar, Boot argumentó que "entrenar y equipar a aliados confiables de la oposición interna en Siria" podría ayudar a "crear un escudo en contra de grupos extremistas como Al Qaeda". Concluyó que "el liderazgo estadounidense en Siria podría mejorar las relaciones con aliados claves como Turquía y Catar" al igual que "pondría fin a un terrible desastre humanitario".

## Posiciones
En general, Boot se considera a sí mismo un "contrario natural". Atribuye sus posiciones en temas económicos a las experiencias de sus padres antes de dejar la Unión Soviética. Solía considerarse un conservador social, pero ha moderado sus posiciones con el paso del tiempo. Se opone a las prohibiciones sobre el aborto y la clonación humana.
Boot apoyó vigorosamente la Invasión de Irak de 2003 y el aumento de las tropas en 2007. Escribió un artículo de opinión en el Wall Street Journal en abril de 2011 en el que argumentó que "está en los intereses de Estados Unidos el permanecer en Irak" porque "el contar con bases activas nos permitirá proyectar poder e influencia en la región".
Durante el Conflicto de la Franja de Gaza de 2008-2009, Boot indicó que Israel tenía justificaciones morales para invadir la Franja de Gaza. No obstante, también dijo que Israel posiblemente no esté haciendo las decisiones tácticas o estratégicas corrects y llamó a la situación en general una "turbera". Boot también apoyó incondicionalmente la intervención de la OTAN para ayudar al pueblo bosnio en las guerras yugoslavas, intervención que el considera una causa justa por razones humanitarias. Ha criticado la decisión del Presidente Ronald Reagan de retirarse de Líbano luego del atentado contra los cuarteles estadounidenses, al igual que la decisión del Presidente Bill Clinton de retirarse de Somalia luego de la Batalla de Mogadiscio, viendo a ambas como señales de debilidad estadounidense y como pasos hacia los ataques del 11 de septiembre.
No le gusta el término "neoconservador" ya que cree que "ha perdido por completo su significado original", pero también dice que no le molesta que se refieran a él como tal. Es un "influyente autor neoconservador y experto en políticas públicas, además de ser historiador militar", según The New York Times. El Christian Science Monitor ha dicho que se "auto-define como neoconservador". Boot describe su filosofía como "Wilsoniana". Ha atribuido una visión similar a los presidentes Theodore Roosevelt, Franklin Roosevelt, Harry Truman, y Ronald Reagan. También ha indicado que cree en el excepcionalismo estadounidense.
Boot apoya lo que el llama el Imperialismo estadounidense basado en la construcción de naciones y el objetivo de la diseminación de la democracia a lo largo del mundo no-occidental. Lo ve como la única manera para evitar otro ataque como el del 11 de septiembre. Al respecto, ha escrito "a diferencia de los colonialistas europeos del siglo XIX, nosotros no buscamos imponer nuestro control en forma permanente. Al contrario... la ocupación sería una medida temporal para permitir a las personas volver a la normalidad. Propone la creación formal de un Departamento de Paz junto al actual Departamento de Defensa para promover la construcción de la democracia en otros países. Más adelante dijo en una entrevista que piensa que los estadounidenses se sienten incómodos al ser llamados un 'imperio', pero que debería estar dispuestos a actual como tal de todas maneras. Ha dicho que considera que los Estados Unidos debe actuar como la policía del mundo ya que "no hay otra que lo pueda hacer en el mundo".

## Debates y controversias
Boot escribió una crítica al libro del historiador Thomas E. Woods La Guía Políticamente Incorrecta de la Historia Estadounidense en el The Weekly Standard en febrero de 2005. Boot tildó las posiciones de Woods como de un 'Mundo Bizarro' dado el apoyo de Woods a la nulificación de leyes federales y el derecho de secesión, además de su oposición a la participación de los Estados Unidos en la Primera y Segunda Guerras Mundiales. Boot también criticó a Woods por lo que consideró fue una omisión a la lucha de los afroestadounidenses por derechos civiles y el hecho de que la intervención de Clinton en los Balcanes detuvo un potencial genocidio. Woods respondió en The American Conservative en marzo. Citó a Thomas Jefferson por su apoyo a la nulificación y acusó a Boot de tener prejuicio anti-sureño. Woods también dijo, "Dado que desde mi punto de vista Max Boot representa todo lo que está mal con el conservadurismo moderno, su oposición es el mejor respaldo que pude haber recibido".
John Mearsheimer y Stephen Walt del controversial libro de 2007 El Lobby Israelí y la Política Exterior de los EUA llamó a Boot un experto neoconservador que representaba las posiciones del lobby de Israel, en particualr dentro del Council of Foreign Relations. Los autores argumentaron que Boot y otras figuras trasgiversaban en forma deshonesta la política exterior estadounidense, alejándola de sus intereses nacionales. Boot ha dicho que sus ideas son "locas". También ha indicado que los activistas estadounidenses no lograron evitar que el presidente Bill Clinton ponga presión sobre el primer ministro Ehud Barak durante la Cumbre del Campo David del año 2000, lo que el piensa contradice la idea de un poderoso lobby israelí.
En respuesta a la guerra civil libia de 2011, Boot escribió en el Wall Street Journal que los Estados Unidos debía enviar un portaaviones con "34 F/A-18F Super Hornets y 10 F/A-18C Hornets junto con un grupo completo de aeronaves de guerra electrónica" a Libia para establecer una zona de exclusión sobre ese país. Además, argumentó de que "puede que también sea necesario enviar armas e instructores de las fuerzas especiales para apoyar a los rebeldes" y de que el no actuar "reduciría el poder y el prestigio estadounidense de forma que nos causará un daño incalculable a largo plazo". En respuesta a los argumentos de Boot, Will Wilkinson de The Economist escribió que "no hay duda de que a las personas serias no debaten de esta manera" y que "darle crédito a esta arriesgada política de escritorio ya le ha causado a los estadounidenses (y a los irakíes y afganos) un daño incalculable".

## Obras
- Invisible Armies: An Epic History of Guerrilla Warfare from Ancient Times to the Present (Liveright, 2013), ISBN 0-87140-424-9
- War Made New: Technology, Warfare, and the Course of History, 1500 to Today (Gotham Books, 2006), ISBN 1-59240-222-4
- The Savage Wars of Peace: Small Wars and the Rise of American Power (Basic Books, 2002), ISBN 0-465-00721-X
- Out of Order: Arrogance, Corruption and Incompetence on the Bench (Basic Books, 1998), ISBN 0-465-05375-0